# David G. Compton
David Guy Compton (n. 19 august 1930, Londra, Anglia, Regatul Unit – d. 10 noiembrie 2023, Maine, SUA) a fost un autor britanic care publica science fiction sub numele D. G. Compton. El a folosit numele Guy Compton pentru romanele polițiste anterioare și pseudonimul Frances Lynch pentru romanele sale gotice. De asemenea, a scris povestiri, piese de teatru radiofonic și o carte non-ficțiune despre bâlbâială, cauzele și remediile sale.
Compton s-a născut la Londra, ca fiul lui Gerald Cross (actor) și al Nunei Davey (actriță). Prima sa carte publicată a fost romanul polițist din 1962 Too Many Murderers. Romanul său din 1970, The Steel Crocodile, a fost nominalizat la Premiul Nebula, iar romanul său din 1974 The Continuous Katherine Mortenhoe a fost ecranizat ca La Mort en direct (Death Watch) de regizorul Bertrand Tavernier în 1979.
Filmul din 1983 O idee genială (Brainstorm) a fost foarte asemănător cu romanul lui Compton din 1968, Synthajoy.
În Science Fiction: History, Science, Vision, Robert Scholes și Eric S. Rabkin au scris că:
Opera lui Compton este informată de un simț moral acut și subtil care evită extremele satirei și sentimentele în timp ce ne obligă să vedem lumea etic... el reușește foarte bine să păstreze anumite valori fictive tradiționale și valori umane în operele științifico-fantastice autentice.
Compton a fost numit autor emerit în 2007 de către Science Fiction and Fantasy Writers of America.
În 2021, a primit Cordwainer Smith Rediscovery Award.

## Listă de scrieri
Ca Guy Compton:
- Too Many Murderers (1962)
- Medium for Murder (1963)
- Dead on Cue (1964)
- High Tide for Hanging (1965)
- Disguise for a Dead Gentleman (1966)
- And Murder Came Too (1967)

Ca D.G. Compton:
- The Quality of Mercy (1965)
- Farewell, Earth's Bliss(1966)
- The Silent Multitude (1967)
- Synthajoy⁠(d) (1968) Roman precursor al cyberpunkului.[9]
- The Palace (1969) (non-SF)
- The Steel Crocodile (1970) Titlu alternativ: The Electric Crocodile
- Chronocules (1971) Titluri alternative: Chronicules și Hot Wireless Sets, Tablets Aspirin, The Sandpaper Slides of Used Matchboxes, and Something that Might have been Castor Oil
- The Continuous Katherine Mortenhoe (1974) Titluri alternative: The Unsleeping Eye și Death Watch
- The Missionaries (1975)
- A Usual Lunacy(1978)
- Windows (1979)
- Ascendancies (1980)
- Scudder's Game (1988)
- Ragnarok (1991), cu John Gribbin
- Nomansland (1993)
- Bâlbâiala: natura, istoria, cauzele și remediile sale (Stammering: its nature, history, causes and cures 1993) (non-ficțiune)
- Justice City(1994)
- Back of Town Blues (1996)
- Die Herren von Talojz (1997) Doar traducere în germană

Ca Frances Lynch:
- Twice Ten Thousand Miles (1974)
- The Fine and Handsome Captain (1975)
- Stranger at the Wedding (1976)
- A Dangerous Magic (1978)
- In the House of Dark Music (1979)